# Cosmo & Wanda – Ein neuer Wunsch
Cosmo & Wanda – Ein neuer Wunsch (englischer Originaltitel The Fairly OddParents: A New Wish) ist eine US-amerikanische Cartoonserie des Fernsehsender Nickelodeon unter der Leitung von Butch Hartman, der bereits die Originalserie Cosmo & Wanda – Wenn Elfen helfen produzierte.

## Handlung
Es wird die Geschichte des 10-jährigen Mädchens Hazel Wells erzählt. Hazel musste wegen des neuen Jobs ihres Vaters in die Stadt Dimmadelphia ziehen. Sie befindet sich dort nicht nur in einer für sie unbekannten Umgebung, sondern ist auch zum ersten Mal ohne ihren Bruder Antony, der das Haus verlassen hat, um aufs College zu gehen, dies führt jedoch zu der Problematik, dass sie sich einsam und unsicher fühlt. All das ändert sich, als sie auf ihre Nachbarn von nebenan trifft, es sind aber keine gewöhnlichen Nachbarn, sondern die Feenpaten Cosmo und Wanda, die nach 10.000 Jahren in den Ruhestand gehen und Hazels Zauberpaten werden.

## Synchronisation
Die deutsche Synchronisation entsteht unter dem Dialogbuch und der Dialogregie von Bernd Nigbur durch das Synchronisationsunternehmen Iyuno Germany in Berlin.
| Figur                 | Originalsprecher          | Deutscher Sprecher |
| --------------------- | ------------------------- | ------------------ |
| Hazel Wells           | Ashleigh Crystal Hairston | Rieke Werner       |
| Cosmo                 | Daran Norris              | Norman Matt        |
| Wanda                 | Susanne Blakeslee         | Christin Marquitan |
| Angela Wells          | Jentel Hawkins            | Esra Vural         |
| Marcus Wells          | Asante Jones              | Tommy Morgenstern  |
| Dev Dimmadome         | Kyle McCarley             | Tobias Diakow      |
| Mr. Guzman            | Carlos Alazraqui          | Gerald Schaale     |
| Bev                   | Grey DeLisle              | Mascha Raykhman    |
| Flüster-Fred          | Marcus Montgomery         | Vincent Borko      |
| Jasmine               | Merk Nguyen               | Betty Förster      |
| Jean Claude van Ramme | Daran Norris              | Oliver Siebeck     |
| Direktorin Krentz     | Grey DeLisle              | Almut Zydra        |
| Cookie                | Jenelle Lynn Randall      | Carolin Brunk      |
| Winn                  | Iris Menas                | Dirk Petrick       |
| Tina Churner          | Dawnn Lewis               | Elisa Bannat       |
| Dale Dimmadome        | JP Karliak                | Thomas Schmuckert  |

## Episodenliste
| Nummer (gesamt) | Nummer (Staffel) | Deutscher Titel                              | Originaltitel                             | Erstausstrahlung (USA) | Erstausstrahlung (Deutschland) |
| --------------- | ---------------- | -------------------------------------------- | ----------------------------------------- | ---------------------- | ------------------------------ |
| 1               | 1                | Fliegen: Teil 1                              | Fly                                       | 20. Mai 2024           | 14. November 2024              |
| 1               | 2                | Fliegen: Teil 2                              | Fly                                       | 20. Mai 2024           | 14. November 2024              |
| 2               | 3                | Abteilung für magische Verstöße              | The Department of Magical Violations      | 21. Mai 2024           | 14. November 2024              |
| 2               | 4                | Lehrers Liebling                             | Teacher's Pal                             | 22. Mai 2024           | 14. November 2024              |
| 3               | 5                | Ein Dino in der Großstadt                    | A Dinosaur in Dimmadelphia                | 23. Mai 2024           | 14. November 2024              |
| 3               | 6                | Furchtlos                                    | Fearless                                  | 27. Mai 2024           | 14. November 2024              |
| 4               | 7                | Wellsington Hotellsington                    | The Wellsington Hotellsington             | 28. Mai 2024           | 14. November 2024              |
| 4               | 8                | 1500 Minuten Ruhm                            | 1500 Minutes of Fame                      | 29. Mai 2024           | 14. November 2024              |
| 5               | 9                | 28 Desserts später                           | 28 Puddings Later                         | 30. Mai 2024           | 14. November 2024              |
| 5               | 10               | Haarige Angelegenheit                        | Trial and Hair-ror                        | 3. Juni 2024           | 14. November 2024              |
| 6               | 11               | Bizarre Wissenschaft                         | Weird Science                             | 4. Juni 2024           | 14. November 2024              |
| 6               | 12               | Krimis sind ihr Hobby                        | Mystery She Wished                        | 5. Juni 2024           | 14. November 2024              |
| 7               | 13               | Liebe zwischen den Welten                    | Prime Meridian Love                       | 6. Juni 2024           | 14. November 2024              |
| 7               | 14               | Was stinkt hier So?                          | Stanky Danky                              | 10. Juni 2024          | 14. November 2024              |
| 8               | 15               | Ein Stück Frieden                            | Peace of Pizza                            | 11. Juni 2024          | 14. November 2024              |
| 8               | 16               | Neue Freundschaft                            | A New Dev-elopment                        | 12. Juni 2024          | 14. November 2024              |
| 9               | 17               | Cookie vor Gericht                           | Cookie's Court                            | 13. Juni 2024          | 14. November 2024              |
| 9               | 18               | Sie kann zaubern                             | Work Her Magic                            | 23. Juli 2024          | 14. November 2024              |
| 10              | 19               | Verloren und gefunden: Teil 1                | Lost and Founder's Day                    | 22. Juli 2024          | 14. November 2024              |
| 10              | 20               | Verloren und gefunden: Teil 2                | Lost and Founder's Day                    | 22. Juli 2024          | 14. November 2024              |
| 11              | 21               | Crock in die Zukunft                         | Crock to the Future                       | 23. Juli 2024          | 12. Juni 2025                  |
| 11              | 22               | Kampf im Dimmsonian                          | Battle of the Dimmsonian                  | 24. Juli 2024          | 12. Juni 2025                  |
| 12              | 23               | Patty Possums Party-Spielplatz               | Patty Possum's Party Playground           | 24. Juli 2024          | 12. Juni 2025                  |
| 12              | 24               | Ein Date zum Vergessen                       | A Date to Remember                        | 25. Juli 2024          | 12. Juni 2025                  |
| 13              | 25               | Verloren allein in der Elfenwelt             | Lost in Fairy World                       | 25. Juli 2024          | 12. Juni 2025                  |
| 13              | 26               | Das Problem mit Rivalen                      | The Treble with Rivals                    | 29. Juli 2024          | 12. Juni 2025                  |
| 14              | 27               | Rattleconda Racers                           | Rattleconda Racers                        | 29. Juli 2024          | 12. Juni 2025                  |
| 14              | 28               | Noch ein wenig tiefer                        | Dig a Little Deeper                       | 30. Juli 2024          | 12. Juni 2025                  |
| 15              | 29               | Operation Geburtstagsübernahme Teil 1        | Operation: Birthday Takeback              | 31. Juli 2024          | 12. Juni 2025                  |
| 15              | 30               | Operation Geburtstagsübernahme Teil 2        | Operation: Birthday Takeback              | 31. Juli 2024          | 12. Juni 2025                  |
| 16              | 31               | Potazel Potahzel                             | Potazel, Potahzel                         | 30. Juli 2024          | 12. Juni 2025                  |
| 16              | 32               | Der Spuk im Wells House                      | The Haunting of Wells House               | 1. August 2024         | 12. Juni 2025                  |
| 17              | 33               | Toi Toi Toi                                  | Best of Luck                              | 1. August 2024         | 12. Juni 2025                  |
| 17              | 34               | Hazel Wells und das Multiversum von Jenkins  | Hazel Wells and the Multiverse of Jenkins | 5. August 2024         | 12. Juni 2025                  |
| 18              | 35               | Lebensschmerz                                | Growing Pains                             | 5. August 2024         | 12. Juni 2025                  |
| 18              | 36               | Elfe für einen Tag                           | Fairy for a Day                           | 6. August 2024         | 12. Juni 2025                  |
| 19              | 37               | Gefangen in meinem Kopf                      | Stuck in My Head                          | 6. August 2024         | 12. Juni 2025                  |
| 19              | 38               | Vorsicht Lücke!                              | Mind the Gap                              | 7. August 2024         | 12. Juni 2025                  |
| 20              | 39               | Die Schlacht um den großen Zauberstab Teil 1 | The Battle of Big Wand                    | 8. August 2024         | 12. Juni 2025                  |
| 20              | 40               | Die Schlacht um den großen Zauberstab Teil 2 | The Battle of Big Wand                    | 8. August 2024         | 12. Juni 2025                  |

## Produktion und Veröffentlichung
Im Juli 2023 gab der Schauspieler Daran Norris bekannt, dass sich ein neues Fairly-OddParents-Projekt in Entwicklung befindet. Offiziell kündigte Nickelodeon die Serie am 23. Februar 2024 an. Der Titel wurde als The Fairly OddParents: A New Wish bekannt gegeben. Für die erste Staffel wurden 20 Folgen in Auftrag gegeben.
Die US-amerikanische Veröffentlichung fand am 20. Mai 2024 auf dem Fernsehsender Nickelodeon statt. Die Internationale Veröffentlichung fand am 14. November 2024 auf Netflix statt. Am 19. Mai 2024 fand die deutsche TV-Premiere auf Nickelodeon statt.